# Merlischachen

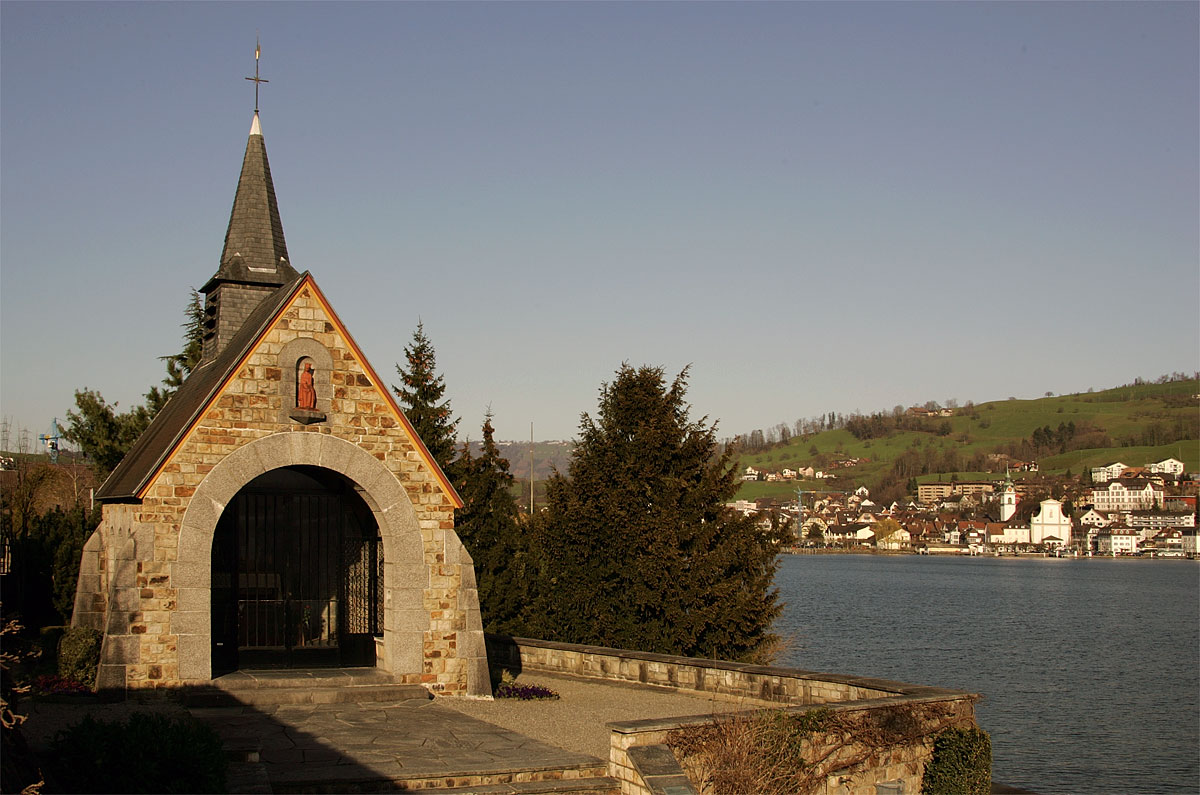
Capilla construida en homenaje a Astrid de Bélgica, en las inmediaciones de la localidad

Merlischachen es una localidad de la comuna suiza de Küssnacht am Rigi, en el Cantón de Schwyz.
Se encuentra situada en el borde suroeste de la comuna, junto al lago de los cuatro cantones.
Entre Merlischachen y Küssnacht am Rigi hay una capilla en homenaje a la reina Astrid de Bélgica, fallecida en el lugar a causa de un accidente automovilístico el 29 de agosto de 1935.

## Transportes
Ferrocarril
Existe una estación ferroviaria en la localidad, donde efectúan parada trenes de cercanías de una línea de la red S-Bahn Lucerna.